# Sötétségben
A Sötétségben (eredeti cím: In Darkness) 2018-ban bemutatott angol-amerikai thriller, melynek rendezője Anthony Byrne, forgatókönyvírója Byrne és Natalie Dormer. A főszerepben Dormer, Emily Ratajkowski és Ed Skrein.
A filmet 2018. május 25-én mutatta be a Vertical Entertainment, Magyarországon DVD-n jelent meg szinkronizálva 2018. július 4-én.
A projekt vegyes kritikákat kapott az értékelőktől. A Metacritic oldalán a film értékelése 59% a 100-ból, ami 7 véleményen alapul. A Rotten Tomatoeson a Sötétségben 42%-os minősítést kapott, 24 értékelés alapján.

## Cselekménye
Egy vak zongoraművész, Sofia (Natalie Dormer) veszekedéseket és dulakodásokat kezd hallani a felette lévő lakásból. A Veronique (Emily Ratajkowski) nevű felső szomszédot holtan találják. Sofia utazásokba kezd, amely kihúzza őt a mélységből és kapcsolatba kerül Veronique apjával, a hírhedt szerb üzletemberrel, Milos Radiccsal (Jan Bijvoet), akit sokan azzal vádolnak, hogy háborús bűnöző. Sofia a korrupció veszélyes világába keveredik, többek között; rendőrség, bérgyilkosok és az orosz maffia közé – és ez egy olyan világ, amely Sofia saját rejtett múltjához, valamint a bosszúálló útjához kapcsolódik, amely eddig titkos volt.

## Szereposztás
| Szerep       | Színész           | Magyar hang     |
| ------------ | ----------------- | --------------- |
| Sofia        | Natalie Dormer    | Bognár Anna     |
| Veronique    | Emily Ratajkowski | Tarr Judit      |
| Marc         | Ed Skrein         | Horváth Gergely |
| Alex         | Joely Richardson  | Bertalan Ágnes  |
| Mills        | Neil Maskell      | Mészáros Máté   |
| Niall        | James Cosmo       | Várdai Zoltán   |
| Milos Radics | Jan Bijvoet       | Kárpáti Levente |